# Hov
Hov (dánul: Hove) település Feröer Suðuroy nevű szigetén. Közigazgatásilag Hov község egyetlen települése.

## Földrajz
A település a sziget keleti partján, a Hovsfjørður végénél fekszik. Róla kapta a nevét a fjordból kiemelkedő Hovshólmur, amely azonban már Porkerihez tartozik.
A falutól nyugatra található a Foldarafossur nevű vízesés. A Hovsá nevű patak, amelyen a vízesés található, a Vatnsnesvatn tóból indul, és a Hov és Porkeri közötti határt is kijelöli. A vízesés már nem olyan erős, mint régen, mivel a SEV elektromos művek 1966 óta a tó vizének egy részét elvezeti nyugat felé, hogy a Botnur vízerőműben hasznosítsa.

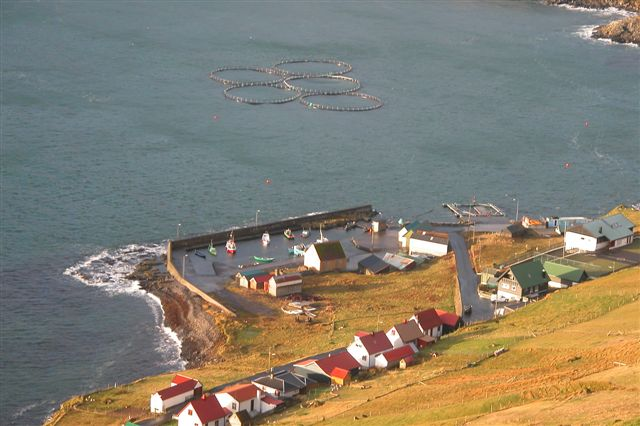
A falu kiközője és a halfarmok

## Történelem
A települést gyakran említik Feröer történelmében, mivel a 10. században itt lakott Havgrímur viking főnök, aki egy időben a fél országot uralta. Első írásos említése a Feröeriek sagájában található. A part közelében állt az a hely, ahol a viking isteneknek áldoztak. Sírhelye a falu feletti hegyekben található, de súlyos károkat szenvedett, amikor 1834-ben amatőr régészek felnyitották.

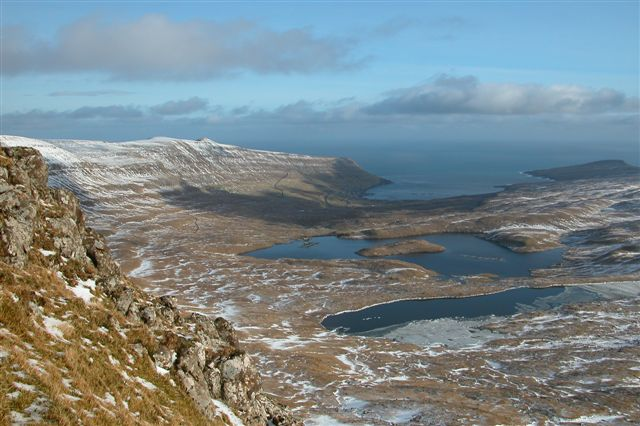
Látkép a nyugati hegyekből, a háttérben a Hovsfjørður

A hagyomány szerint amikor a kereszténység megérkezett Feröerre, az akkor jelentős Hovban is épült egy templom, de mivel a település később elvesztette jelentőségét, a templomot a reformáció idején átvitték a szomszédos Porkeribe. Hov jelenlegi fatemploma eredetileg Vágurban épült fel 1862-ben. Amikor ott új templomot építették, a régit ide szállították, és 1943-ban szentelték fel újra.

## Népesség
| Év              | Lakosság |
| --------------- | -------- |
| 1986. január 1. | 149      |
| 1991. január 1. | 168      |
| 1996. január 1. | 136      |
| 2001. január 1. | 117      |
| 2006. január 1. | 127      |

## Gazdaság
A településen az 1980-as évek óta működnek tengeri halfarmok.

## Közlekedés
A településről közúton dél felé Porkeri, Vágur és Sumba, észak felé Tvøroyri irányába van összeköttetés. Ezen az útvonalon közlekedik a 700-as busz is. Északi irányban, Øravík felé a régi hegyi utat 2007-ben egy 2435 mm hosszú alagúttal, a Hovstunnilinnel váltották ki.